# Clemente Bandinelli

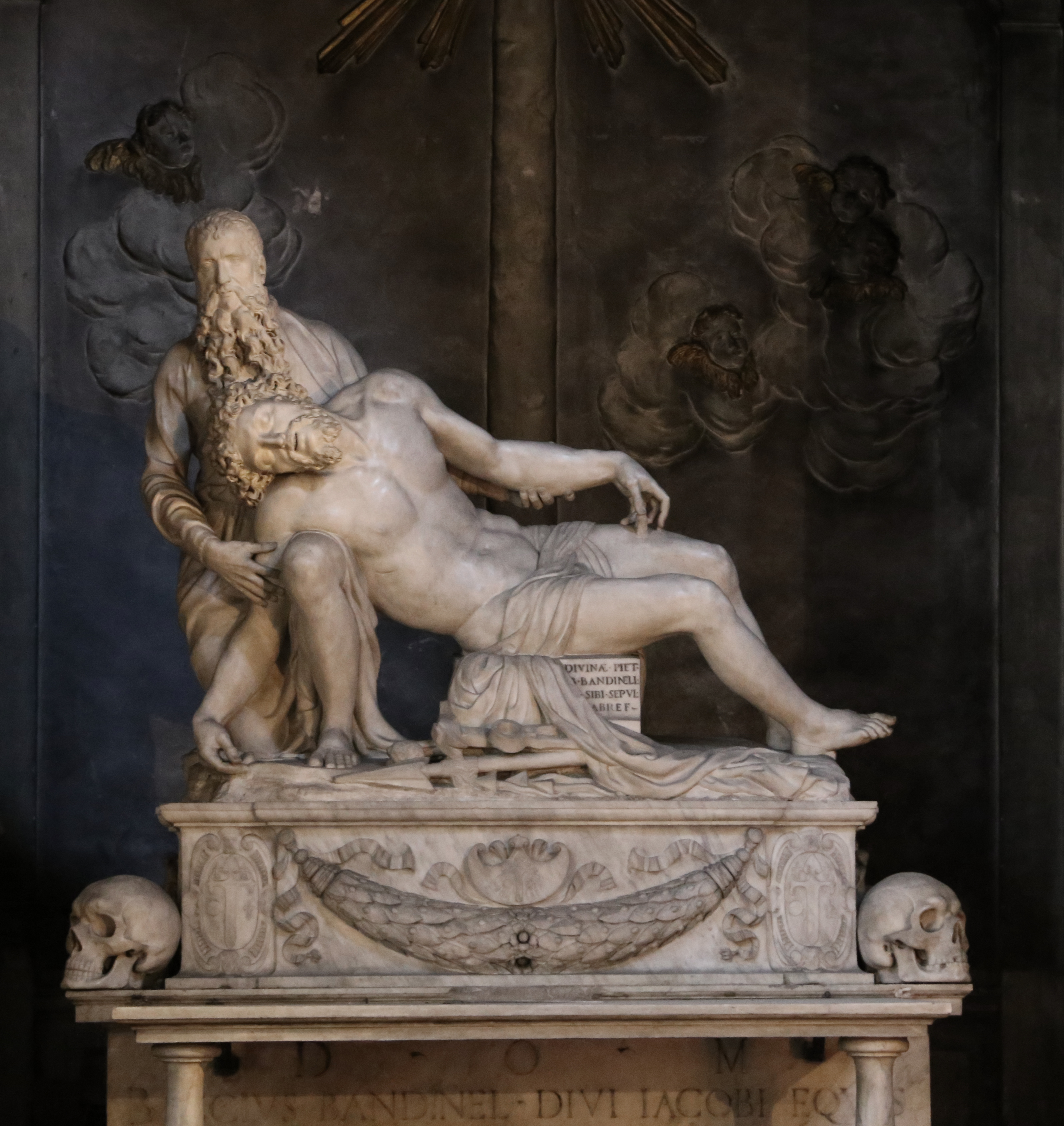
Pietà in Santissima Annunziata, Florenz

Clemente Bandinelli (* 1534 in Florenz; † 1555 in Rom) war ein italienischer Bildhauer.

## Leben
Clemente Bandinelli war der Sohn des Bildhauers und Malers Baccio Bandinelli, der ihn auch ausgebildet hatte. Wahrscheinlich Anfang der 1550er-Jahre fertigte er – nach einem Vorbild seines Vaters – eine Bildnisbüste des Cosimo I. de Medici an. Von dieser haben sich sowohl das Tarrakottamodell (Florenz, Collezione Loeser) als auch die Marmorausführung (Florenz, Piazza San Lorenzo) erhalten. 1554 begann er, ebenfalls nach einem Modell des Vaters, mit der Ausführung einer Marmorpietà. Während der Arbeiten kam es zu ernsten Streitigkeiten mit dem Vater, infolge derer er die Skulptur unvollendet ließ und 1555 nach Rom reiste, wo er kurz darauf verstarb. Baccio Bandinelli vollendete das unfertige Werk, das sich heute in Florenz (SS. Annunziata) befindet.

## Werke
- ehemals Berlin, Kaiser-Friedrich-Museum
  - Bildnis des Baccio Bandinelli. (während des Zweiten Weltkriegs so stark zerstört, dass sich nur zwei Fragmente des Bartes erhalten haben)
- Florenz, Collezione Loeser
  - Bildnisbüste des Cosimo I. de Medici. (oder von Ridolfo Sirigatti)
- Florenz, Piazza San Lorenzo
  - Bildnisbüste des Cosimo I. de Medici. (? von Heikamp identifiziert, aber vielleicht ist es in der Büste von Francesco I von Giovanni Bandini zu erkennen)
- Florenz, SS. Annunziata
  - Pietà. (von Baccio Bandinelli vollendet)